# 潮の主
『潮の主』（The Lord of the Tides）はHBOのファンタジー・テレビドラマ・シリーズである『ハウス・オブ・ザ・ドラゴン』のシーズン1の第8話である。Eillen Shimが脚本を書き、Geeta Vasant Patelが監督した。日本ではU-NEXTが配信した。

## あらすじ

### ドリフトマーク
6年以上が経つ。〈踏み石諸島〉でコアリーズが重傷を負い、生き延びる望みが小さいとの知らせが来て、ドリフトマーク領主の〈流木の御座〉の後継者問題が持ち上がる。ヴェラリオン海軍をよく知る弟のヴェイモンドは自らを後継に推す。コアリーズは既に息子レーナ―とレイニラ王女の次男ルケアリーズを後継にする意思を示しており、レイニラとデイモン王子はこれを実現させようとする。ヴェイモンドはルケアリーズの種を疑い、海軍の経験のないことを責める。息子レーナ―がレイニラに殺されたと信じるコアリーズの妻レイニス王女は、同じくルケアリーズの種を疑い、亡き娘レーナの長女であり確実に自分の孫であるベイラを推す。

### ドラゴンストーン
デイモン王子は、レイニラのドラゴン"シアラックス"が産んだ3個の卵を掘り出す。

### キングズランディング
ヴィセーリス王は衰弱して寝たきりとなり、〈王の手〉オットーとアリセント王妃が政治を仕切る。妹ヘレイナ王女と結婚している長男エイゴン王子が給仕女を凌辱し、アリセントは後始末をする。ヴェイモンド、レイニラとデイモン、そしてレイニスが王の裁可を求めて王都に来る。レイニラとデイモンは、二人の間に生まれた息子たちエイゴンとヴィセーリスを王に見せる。かつては一緒に育ち仲良く遊んだアリセントの息子たちとレイニラの息子たちも、今や敵意をぶつけ合う。レイニラはレイニスに対し、自分の次に王となる長男ジャセアリーズとレイニスの実の孫のベイラ、そしてドリフトマークの領主となる次男ルケアリーズとベイラの妹のレイナの婚約を申し出て懐柔を図る。
王の代わりにオットーが王の聴聞を取り仕切る。弱り切った王は顔の醜い部分を仮面で隠して聴聞に現れ、〈鉄の玉座〉に座る。王はレイニスの意見を尋ね、レイニスはレイニラの婚約の提案を受け入れてルケアリーズを選ぶ。激怒したヴェイモンドはルケアリーズをヴェラリオン家の血をひかない"落とし子"と呼び、レイニラをアバズレと呼んで侮辱する。王は怒りを示し、デイモンがヴェイモンドの首を落とす。
王は家族を集めて午餐を開き、醜くなった顔を隠さずに見せて融和を訴える。弱った王が退場したのち、ジャセアリーズはエイゴンの侮辱に耐える。かつて自分の片目を奪ったルケアリーズに豚の丸焼きを見て笑われたエイモンドは、ジャセアリーズとルケアリーズを強い(ストロング)と呼び、ハーウィン・ストロングの種であることを当てこするも、デイモンが争いとならないよう義理の息子たちを抑える。レイニラは、争いを避けるために家族とともにドラゴンストーンに戻ることにする。夜、病床で譫妄状態の王は、初代エイゴン征服王の夢『氷と炎の歌』に歌われた、王土を統一して闇と戦う「約束された王子」のことをつぶやく。これを聞いたアリセントは息子エイゴンのことだと誤解する。
夜、王妃の侍女ターリャがミサリアに内情を通じる。

## 評判

### 視聴者数
1.73百万人が同時視聴した。